# Juan Pistarini
Juan Pistarini (23 décembre 1882 - 29 mai 1956) est un général et homme politique argentin.
Pistarini est né dans la ville de Victoria, dans la province de La Pampa. Pendant les années 1940 et 1950, il est ministre, sous plusieurs gouvernements, des travaux publics, de l'agriculture, de la marine, et de l'intérieur. Il accède au poste de vice-président de la Nation sous la présidence d'Edelmiro Julián Farrell (1945-1946), lors d'une cérémonie à laquelle assiste l'ex-gouverneur fascisant de Buenos Aires, Manuel Fresco. Il est le principal défenseur du projet de l'aéroport international de Buenos Aires qui porte aujourd'hui son nom. Il meurt en prison en 1956.

## Biographie
Né d'une famille d'origine italienne, il est admis en 1895 à l'école militaire où il réussit brillamment, malgré les préjugés de ces camarades sur son origine. Il suit ensuite des études d'ingénieur en Europe, puis revient en Argentine afin de poursuivre sa carrière militaire.
Il gravit rapidement les échelons, est élu maire en 1921 et devient membre de l'opposition sous Hipólito Yrigoyen. Il forge alors ses alliances politiques et fait la connaissance de Carlos Bonn der Becke, un condisciple de Rommel. Il le retrouve quelques années plus tard en Europe à l'École militaire de Berlin.
Dans les années 1930 il devient attaché militaire en Allemagne et y est envoyé à la tête d'une délégation pour l'achat d'armes en 1930, mission pour laquelle sa maîtrise de la langue allemande s'avéra utile. Il reçoit même une médaille du gouvernement allemand, à laquelle s'ajoute quelques années plus tard la distinction de l'Ordre de l'Aigle rouge et la Croix de fer allemande. Il est ensuite nommé en 1934 commandant de la garnison de Campo de Mayo, la principale base militaire du pays, à Buenos Aires. Sa formation d'ingénieur l'aide à planter plus d'un million d'arbres. En 1934, alors qu'Agustín Pedro Justo est au pouvoir, il devient ministre des travaux publics.
C'est alors qu'il présente le projet de construction de l'Aéroport international Ezeiza, près de Buenos Aires, qui porte aujourd'hui le nom de « Ministro Pistarini ». Ce projet est approuvé le 30 septembre 1935. Ce projet, au style monumental, est en accord avec la politique d'inspiration mussolinienne alors en place. Pistarini attend quelques années avant de pouvoir lancer les travaux, qui sont terminés en 1945.
Il signe de nombreux contrats avec l'entreprise allemande de travaux publics GEOPE et ne cache jamais sa sympathie pour le régime nazi qui est au pouvoir. Il part en 1937 pour Berlin.
Il adhère au soulèvement du 4 juin 1943 qui voit l'ascension du général Pedro Pablo Ramírez, puis de Edelmiro Julián Farrell et en 1946 de Juan Perón. Il est rapidement nommé ministre des travaux publics. Il ordonne alors des grands travaux à la suite du tremblement du terre de San Juan en 1944. Il fait également construire des milliers de kilomètres de route, les premières voies express argentines, de nombreuses écoles, des usines de traitement des eaux, de nouvelles casernes, et des hôtels de la chaîne conçue par le régime péroniste. Il encourage la construction de nouvelles maisons grâce à des prêts dont le taux est souvent bien en dessous de celui de l'inflation.
En tant que ministre de la marine il conçoit le projet d'extension du réseau fluvial argentin, qui devient le premier sud-américain et le quatrième mondial. Il modernise et développe la flotte marchande argentine. Il accorde de nombreux contrats à l'entreprise de travaux publics de l'Allemand Ludwig Freude, qui est plus tard expulsé d'Argentine à cause de ses liens soupçonnés avec le réseau d'espionnage actif nazi en Amérique du Sud. La maladie le contraint à démissionner en juin 1952.
Il continue ensuite à faire partie du gouvernement de Perón, mais il est arrêté peu après son renversement en 1956. Sa demeure est saisie, on lui retire ses galons et il est envoyé en prison à Ushuaïa. Le climat dur de cette région a pour effet la détérioration de son état de santé. Pistarini est alors renvoyé à Buenos Aires et meurt en 1956 dans un l'hôpital militaire.